# GT Advance 2: Rally Racing
GT Advance 2: Rally Racing, conocido en Japón como Advance Rally (アドバンスラリー Adobansu Rarī?), es un videojuego de carreras de rally desarrollado por MTO y publicado por THQ para Game Boy Advance. Es la secuela de GT Advance Championship Racing.

## Jugabilidad
GT Advance 2: Rally Racing es un juego de carreras, los coches y los entornos se mantienen fieles a un formato de carreras de rally. El juego contiene quince coches de empresas japonesas como Subaru, Suzuki y Mitsubishi. Las mejoras no están disponibles para los autos, pero es posible ajustarlas para que se ajusten a las preferencias personales.

### Modos de juego
El juego tiene varios modos diferentes. La parte principal del juego, "rally mundial", mueve al jugador a través de catorce campos que se encuentran en varios lugares del mundo. El juego también tiene un modo cara a cara contra un amigo con un enlace de sistema, 15 pruebas de licencia diferentes que familiarizan al jugador con los controles del juego, un modo contrarreloj, un modo de carrera única, una práctica modo, y un modo navegador, en el que el jugador dirige al conductor del automóvil a través del botón y d-pad presiona en lugar de conducir él mismo.

### Sistema de guardado
El juego incluye una mejora importante en el sistema de guardado de la entrega anterior. En GT Advance Championship Racing, como medida de ahorro de costes, se extrajo la batería RAM del juego y se sustituyó por un sistema de contraseña en lugar del incluido en la versión japonesa del juego. Los críticos citaron esto como el principal problema con el lanzamiento del juego en Norteamérica. GT Advance 2: Rally Racing abordó el problema volviendo a colocar el sistema de guardado normal, pero haciendo que este juego sea un poco menos favorable que su predecesor.

## Recepción
GT Advance 2: Rally Racing recibió "críticas generalmente favorables", aunque un poco menos favorables que el primer juego, según el sitio web de agregación de reseñas Metacritic. IGN dijo: "Es algo muy bueno que THQ aprenda de sus errores pasados". GameSpy dijo que "GT Advance 2 te mantendrá entretenido durante bastante tiempo". GameSpy también resaltó el aspecto refrescante de realismo de las condiciones climáticas que surgen de vez en cuando en el juego y requieren que el jugador afine su auto antes de una carrera, diciendo que "es una característica pequeña y agradable que agrega una medida de profundidad a la experiencia de carreras de arcade y, sin embargo, es lo suficientemente simple para que cualquiera lo entienda". En Japón, Famitsu le dio una puntuación de 28 sobre 40.
GT Advance 2: Rally Racing fue finalista en el premio anual "Mejor juego de conducción en Game Boy Advance" de GameSpot, que fue para Driver 2 Advance.